# Burg Wakayama
Die Burg Wakayama (japanisch 和歌山城 bzw. selten 若山城, Wakayama-jō), auch Takegaki-jō (竹垣城), Torafusu-jō (虎伏城) genannt, befindet sich in der Stadt Wakayama. Die Burg war Sitz der Kishū-Tokugawa, einer der drei Tokugawa-Zweigfamilien.

## Geschichte
Die auf Befehl von Toyotomi Hideyoshi als weiterer Schwerpunkt neben der Burg Ōsaka errichtete Burg kam nach der Schlacht von Sekigahara an Asano Yoshinaga. Die Burg, in sicherer Lage auf dem „Sich hinstreckenden Tiger“-Berg (虎伏山, Torafusu-yama) erhebt sich über dem nahen Fluss Kinokawa. Die Asano bauten die Burg aus, aber bereits 1619 wurde der 10. Sohn des Tokugawa Ieyasu, Yorinobu (1602–1671), damit belehnt. Der erhielt, von der Burg Mito kommend, mit 18 Jahren ein riesiges Lehen mit einem Einkommen von 555.000 Koku. Er besaß damit genügend Mittel, um die Burg zwischen 1621 und 1629 so groß auszubauen, dass es dem Shogunat missfiel.

## Die Anlage
Der Burgturm, der noch aus der Asano-Zeit stammte, brannte 1846 ab, wurde jedoch 1850 wieder, und zwar komplexer aufgebaut. Neben dem großen Turm gab es nun auch einen kleineren Turm, der durch auf Mauern aufgesetzte, gestreckte Bauwerke, Tamonyagura (多門櫓), ergänzt wurde. Der große Burgturm, er ähnelte dem Burgturm vor dem Brand, war als Nationalschatz ausgezeichnet, ging aber 1945 im Zweiten Weltkrieg bei Bombenangriffen verloren. Er wurde 1958 als Stahlbetonbau rekonstruiert und kann besichtigt werden.
Steigt man zum Burg hoch, kann man die Steinwälle aus der Zeit Hideyoshis an ihrer mäßigen Behauung (野面積石垣, nozurazumi ishigaki) erkennen, die sich von der späteren, genaueren Behauung (切込ハギ石垣, kirikomi hagi ishigaki) ab der mittleren Edo-Zeit unterscheidet.
Als Wichtiges Kulturgut ausgezeichnet ist das Okaguchi-Tor, zusammen mit dem erhaltenen Graben davor. Die Burgreste sind gleichfalls auf nationaler Ebene als „Historische Stätte“, der Garten (紅葉渓庭園, Momijidani teien) im Nishi-no-maru ist als „Schöne Ansicht“ registriert. Die großen alten Kampferbäume im Burgbereich sind als Naturdenkmäler auf Präfektur-Ebene registriert.

## Bilder

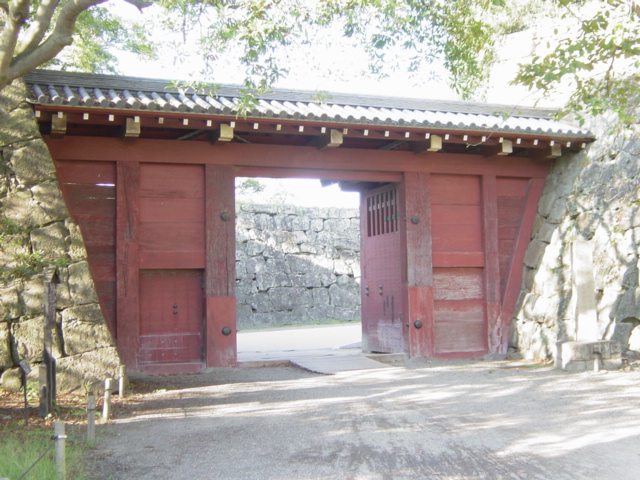
Oimawashi-Tor
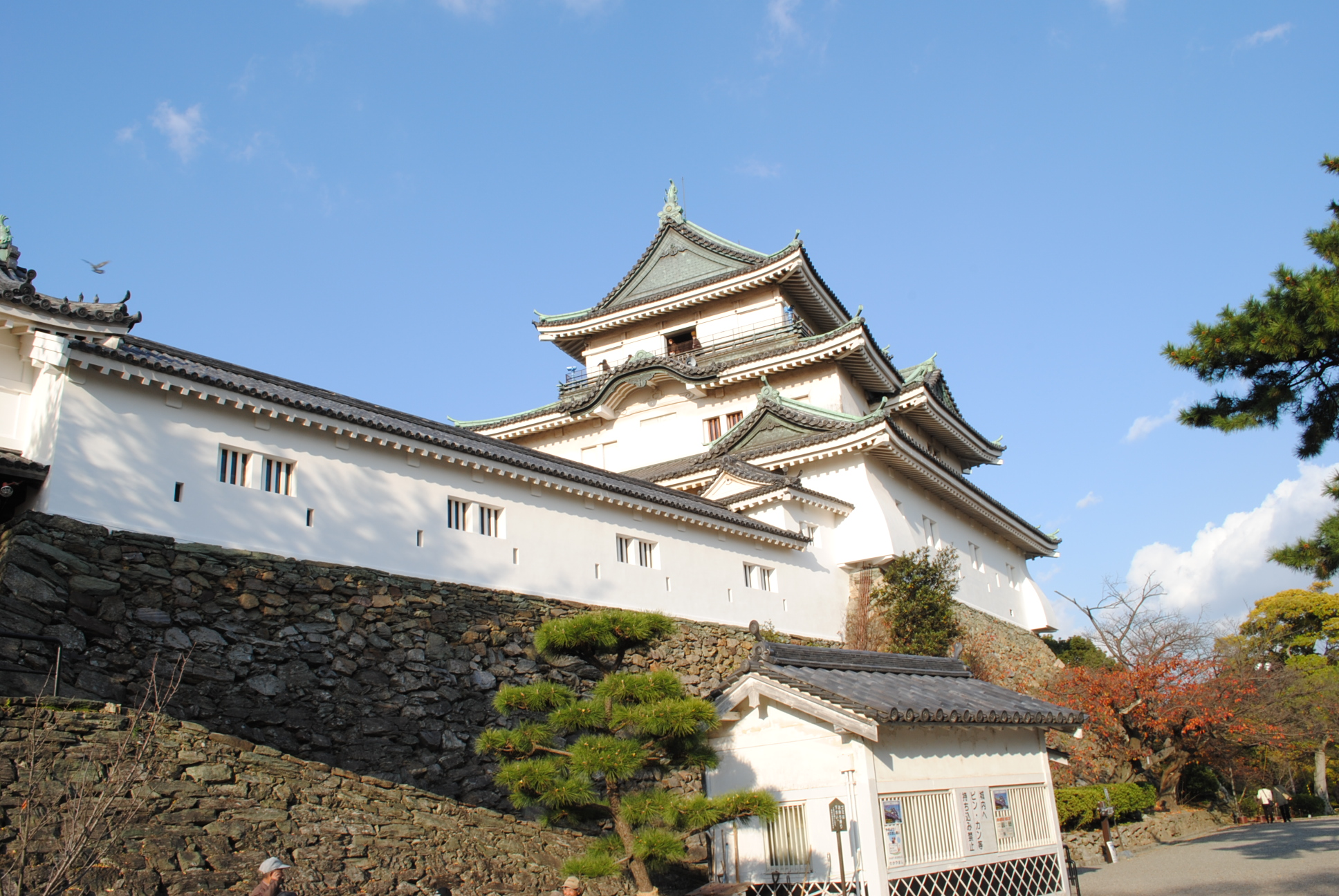
Eingang und Burgturm
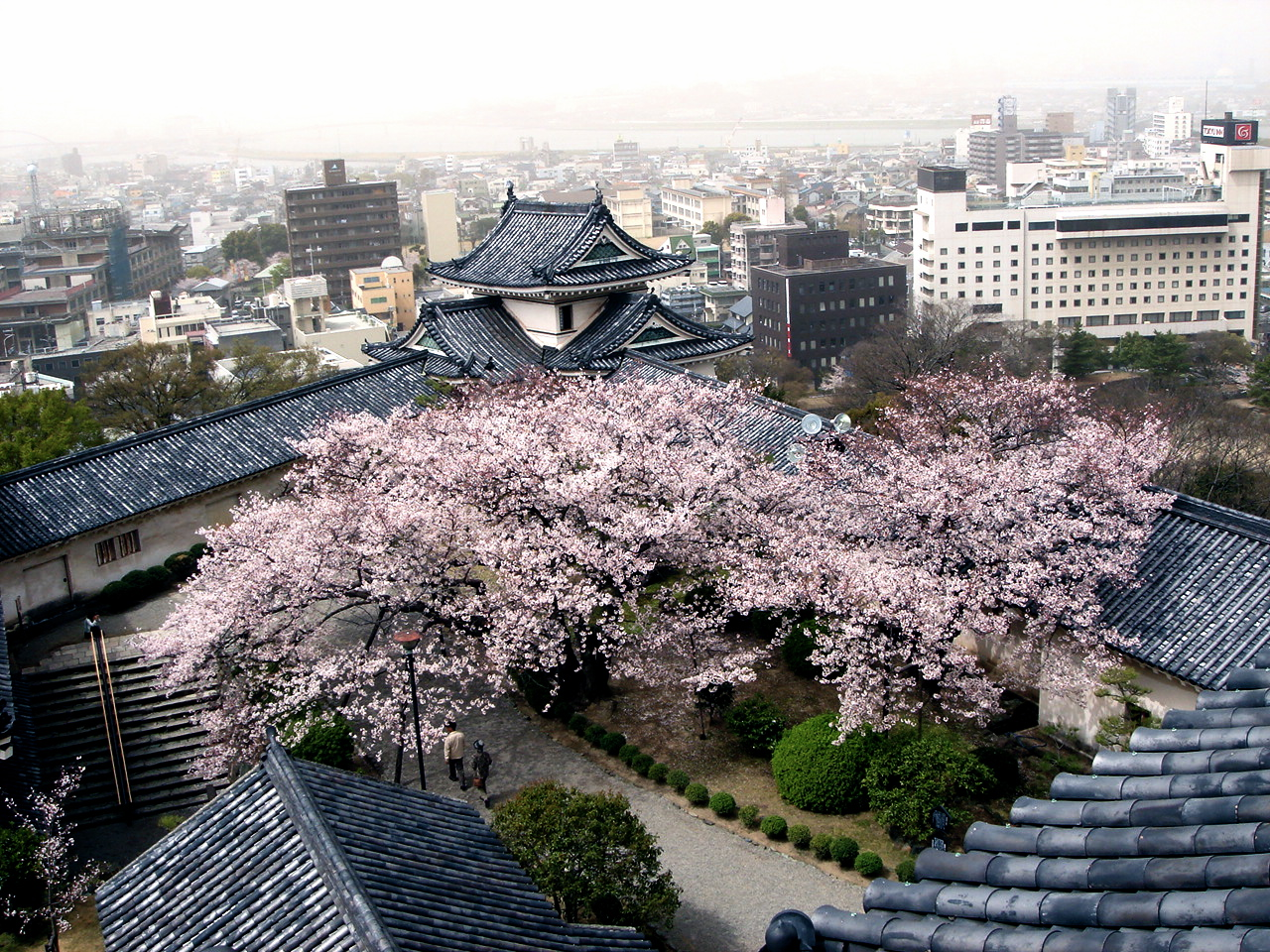
Blick auf die Stadt
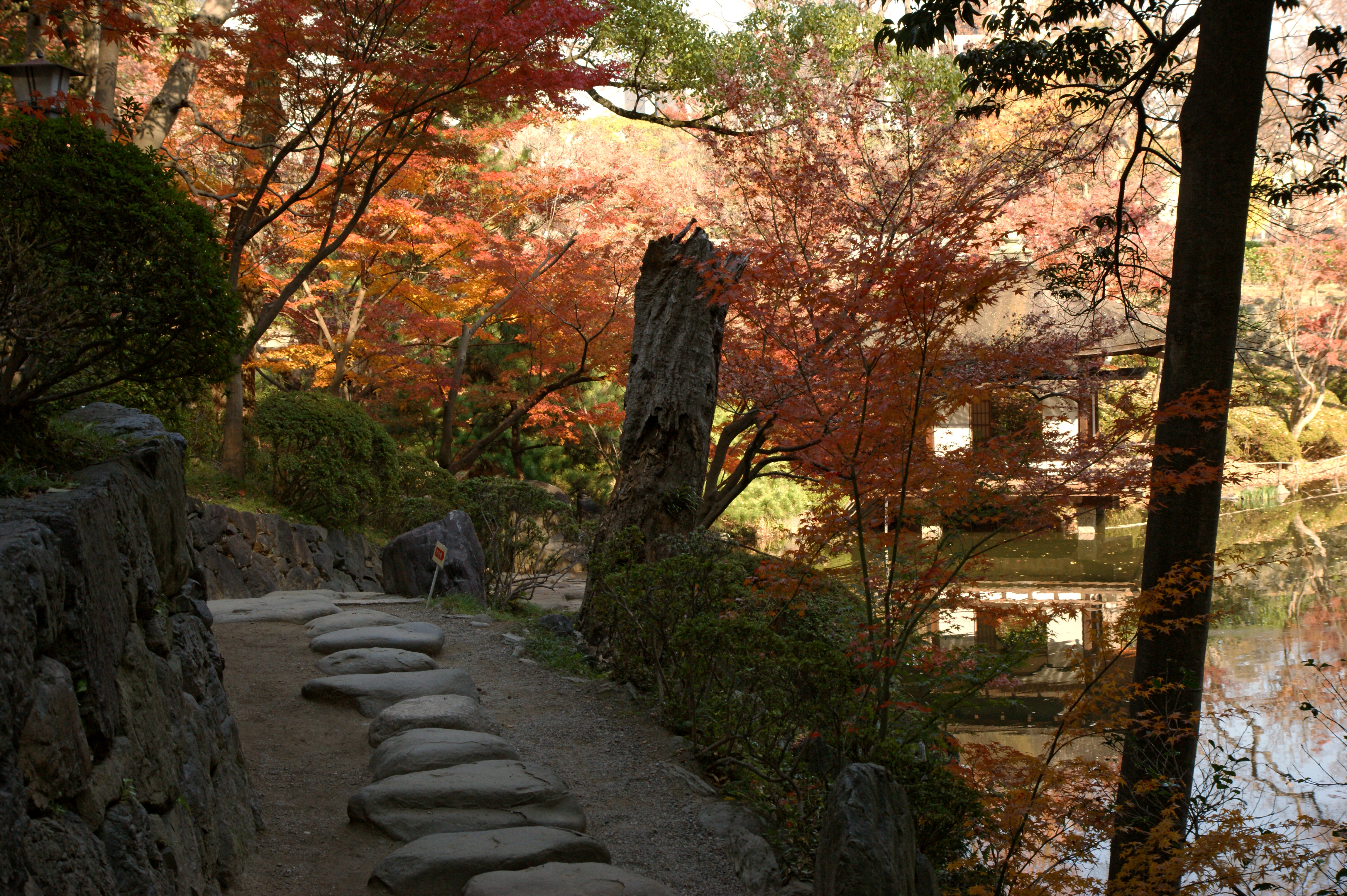
Im Nishi-no-maru
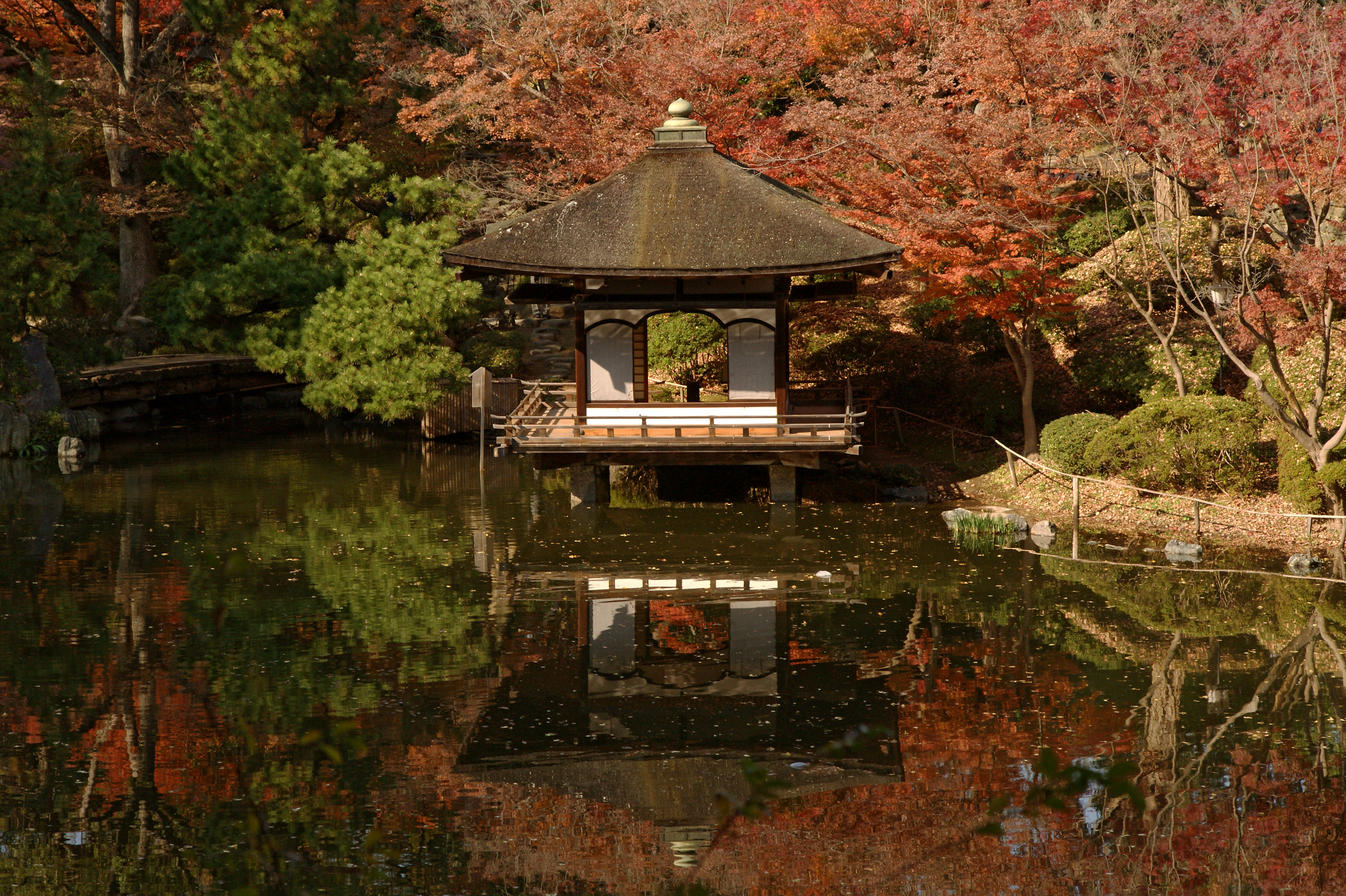
Im Nishi-no-maru